# Амілоїд

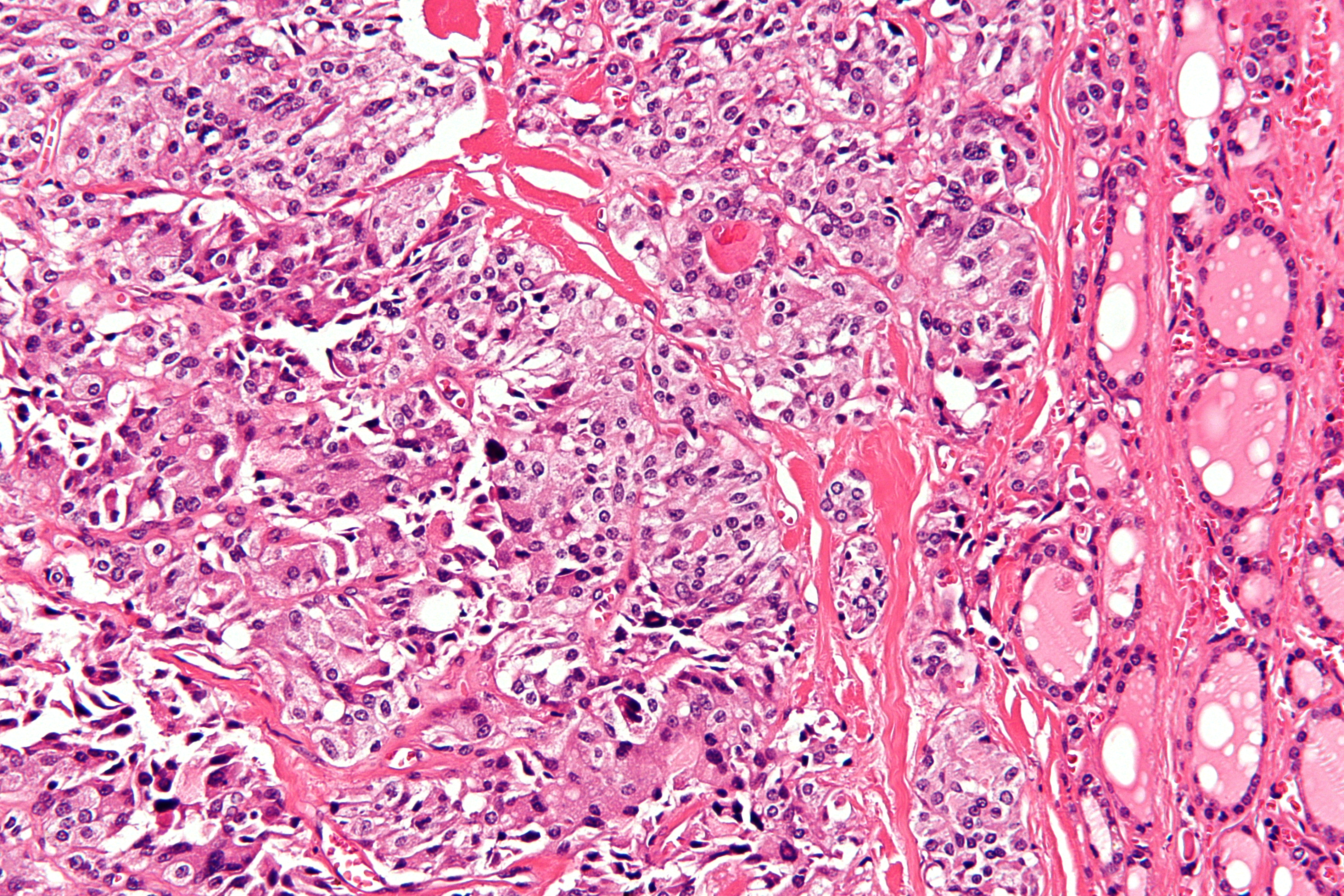
Мікрофотознімок медулярного раку щитоподібної залози з накопиченнями амілоїду (в лівій частині знімку). Нормальна тканина щитоподібної залози розташована праворуч (фолікулярні клітини). Фарбування Г-Е.

Амілоїд — аномальний білок (глікопротеїн), основним компонетом якого є нерозчинні фібрилярні (фибрилярный компонент, F-компонент) та глобулярні (плазменный компонент, P-компонент) протеїни, а також полісахариди. Скупчення амілоїду призводить до утворення стромально-судинного диспротеїнозу — амілоїдозу.

## Історія
В 1844 році Карл Рокитанський описав зміни паренхіматозних органів, що демострували «сальний» вигляд. В 1859 році Рудольф Вірхов описав особливу речовину, що під дією кислоти та йоду фарбувалась в синій колір. Враховуючи ці властивості Вірхов помилково назвав дану речовину «крохмалем» — або амілоїдом від лат. amylum.

## Структура
Фібрилярні білки амілоїду складаються з 4 типів:
- AА-білок — утворюється з плазменого аналога
- AL-білок — утворюється з L-ланцюга імуноглобулінів
- AF-білок — утворюється з преальбуміну
- ASC-білок — утворюється з преальбуміну

## Клінічне значення
Амілоїд визначається при наступних хворобах:
- Хвороба Альцгеймера
- Хвороба Паркінсона
- Фатальне сімейне безсоння
- Хвороба Гантінгтона
- Медулярний рак щитоподібної залози
- Атеросклероз
- Ревматоїдний артрит
- Пролактинома
- Фамільна амілоїдна полінейропатія
- Спадковий ненейропатичний системний амілоїдоз
- Діаліз-асоціойваний амілоїдоз
- Фінський амілоїдоз
- Решітчаста дистрофія рогівки
- Церебральна амілоїдна ангіопатія